# Un garçon, une terre, la guerre
Pour plus de détails, voir Fiche technique et Distribution.
Un garçon, une terre, la guerre (Տունս քաղցր ա) est un film documentaire américano-franco-irlando-jordanien réalisé par Sareen Hairabedian et sorti en 2024.
Le film documente la Seconde guerre du Haut-Karabagh vue à travers les yeux d'un enfant.

## Synopsis
Le film raconte l'entrée dans l'âge adulte de Vrezh, 11 ans. Vrezh grandit dans la République du Haut-Karabagh (également connue sous le nom d'« Artsakh ») et rêve de devenir dentiste. Sa grand-mère déplore la montée de la violence ethnique. « Vivre en Artsakh signifie qu’un jour il y aura une guerre, et mon petit-fils participera à cette guerre. » Alors que ses classes deviennent de plus en plus militarisées et que Vrezh lutte pour garder vivaces ses rêves d'enfance, sa grand-mère voit sa prophétie se réaliser. La vie change soudainement lorsque la guerre éclate, le forçant, lui et sa famille, à fuir l'Artsakh. Après la guerre, Vrezh revient avec sa famille dans sa « douce » maison, mais elle est déjà en ruines. À mesure qu'il grandit, ses rêves changent et désormais le seul souhait de Vrezh est que ses enfants ne voient jamais la guerre,.

## Fiche technique
- Titre français : Un garçon, une terre, la guerre[3]
- Titre original arménien : Տունս քաղցր ա, Tuns kaghtsr a
- Titre arabe : أرضي الحلوة
- Titre anglais : My Sweet Land[4]
- Réalisateur : Sareen Hairabedian
- Scénario : Sareen Hairabedian,
- Photographie : Sareen Hairabedian
- Montage : Sareen Hairabedian, Raphaëlle Martin-Holger
- Musique : Tigran Hamasyan
- Décors : Pateel Kishmishian
- Production : Julie Paratian, Sareen Hairabedian
- Société de production : HAI Creative, Sister Productions, Soilsiú Films, ITVS, Corporation for Public Broadcasting, Arte, World of HA Productions
- Pays de production :  Jordanie -  Irlande -  États-Unis -  France
- Langue de tournage : arménien
- Format : couleurs
- Genre : Film documentaire sur la guerre
- Durée : 86 minutes
- Date de sortie :	
  - Royaume-Uni : 13 juin 2024 (Sheffield Doc Fest)
  - Jordanie : 4 juillet 2024 (Festival international du film d'Amman)
  - États-Unis : 16 novembre 2024 (Doc NYC)

## Distribution
- Vrej Khatchatryan

## Production
En 2018, Sareen Hairabedian rencontre Vrej au Haut-Karabagh, lors d'un voyage de recherche pour rencontrer des enfants de couples qui se sont mariés en masse en 2008, afin de peupler la région,. Hairabedian a voulu raconter l'histoire à travers les yeux d'un enfant afin de mettre l'accent sur les aspects humanitaires et initiatiques,.
Sareen Hairabedian commence le tournage du film en 2018. Elle avait initialement prévu de raconter l'histoire de trois enfants, mais après la guerre de 44 jours en 2020, elle décide de raconter l'histoire de l'Artsakh à travers un seul enfant.
« ․․․հասկացա, որ ուզում եմ գնալ մի տեղ, որտեղից կարող եմ հայ մանուկների պատմություն պատմել, որտեղ իրենք մեծանում են էն վախով, որ ամեն վայրկյան կարող է պատերազմ լինել, լավ իմանալով, որ օրերից մի օր պետք է զինվոր դառնան »
— Sareen Hairabedian

« ...Je me suis rendu compte que je voulais aller dans un endroit où je pourrais raconter l'histoire des enfants arméniens, où ils grandissent avec la peur que la guerre puisse éclater à tout moment, sachant très bien qu'un jour ils devront devenir soldats. »